# Cleora subnigrata
Cleora subnigrata là một loài bướm đêm trong họ Geometridae.